# Gaston Adjoukoua
Gaston Adjoukoua, surnommé « Kamikaze », est un joueur de football international ivoirien né le 14 février 1958 en Afrique-Occidentale française et mort le 23 août 2015 à Adjamé (Abidjan). Il évoluait au poste de milieu de terrain.

## Biographie

### Carrière en sélection
Avec l'équipe de Côte d'Ivoire, il joue 6 matchs (pour aucun but inscrit) entre 1977 et 1984. 
Il figure notamment dans le groupe des sélectionnés lors des coupe d'Afrique des nations de 1980 et de 1984.
Il participe à la Coupe du monde des moins de 20 ans 1977 à Sousse.